# Ascogaster brevis
Ascogaster brevis är en stekelart som beskrevs av Ku och Sergey A. Belokobylskij 1998. Ascogaster brevis ingår i släktet Ascogaster och familjen bracksteklar. Inga underarter finns listade.